# Sudoarea engleză
Boala engleză a transpirației sau sudoarea engleză (în latină: sudor anglicus) este numele atribuit unei epidemii care a cuprins Europa Occidentală, în special Anglia, în perioada 1485 - 1551 și care s-a soldat cu circa 3.000.000 de victime.

## Istoric

### 1485
Maladia a intrat în atenția medicilor la începutul domniei lui Henric al VII-lea și mai exact la câteva zile de la debarcarea trupelor acestuia pe țărmul Țării Galilor, înaintea Bătăliei de la Bosworth din august 1485.
La scurt timp după sosirea trupelor în Londra, boala se face simțită și în Capitală, unde în octombrie ucide mai multe sute de oameni, dintre care unii chiar cu funcții înalte.
Prima mențiune scrisă a acestei epidemii aparține unui italian, Polydore Vergilio:

"În 1485 o boală nouă a bântuit tot regatul... o molimă cu adevărat oribilă... dintr-o dată o sudoare fatală atacă trupul care este chinuit de dureri de cap și de stomac, la care se adaugă o senzație cumplită de fierbințeală. De aceea pacienții își aruncă de pe ei cuverturile chiar de la început; dacă sunt îmbrăcați, își sfâșie hainele de pe ei, cei însetați beau apă rece; cei care suferă de această fierbințeală fetidă încep să transpire și sudoarea lor emană un miros greu... și toți mor imediat sau la foarte scurt timp după ce apare sudoarea; așa că nici măcar unul dintr-o sută nu a scăpat."

Epidemia ajunge în Irlanda în 1492, fiind consemnată, printre alte victime, moartea unui membru al Parlamentului.

## 1502, 1507, 1517
Între 1492 și 1502 nu se consemnează nimic privind epidemia. Dar, se pare că în 1502 aceasta a fost cauza decesului prințului de Wales Arthur.